# HMS D5
HMS D5 – brytyjski okręt podwodny typu D. Zbudowany w latach 1910–1911 w Vickers, Barrow-in-Furness, gdzie okręt został wodowany 25 maja 1911 roku. Rozpoczął służbę w Royal Navy 29 listopada 1911 roku. Pierwszym i jedynym dowódcą został Lt. Godfrey Herbert.
W 1914 roku D5 stacjonował w Harwich przydzielony do Ósmej Flotylli Okrętów Podwodnych (8th Submarine Flotilla) pod dowództwem Lt. Godfrey Herberta.
3 listopada 1914 roku w czasie działań wojennych na Morzu Północnym okręt wszedł na minę około 2 mil od Great Yarmouth, postawioną tego samego dnia przez niemiecki krążownik SMS „Stralsund”. Z katastrofy ocalało tylko pięciu marynarzy z dowódcą.